# Svetovni pokal v smučarskih skokih 2013
Svetovni pokal v smučarskih skokih 2013 je bila štiriintrideseta zaporedna sezona svetovnega pokala v smučarskih skokih za moške in druga za ženske.
Med moškimi je slavil Gregor Schlierenzauer in osvojil svoj drugi veliki kristalni globus. Schlierenzauer je dobil tudi posebni seštevek v poletih in tako osvojil svoj tretji mali kristalni globus v tej disciplini. Pokal narodov je šel v Norveško.
Med ženskami je slavila Sara Takanaši in prišla do svojega prvega kristalnega globusa. Pokal narodov je šel v ZDA.

## Zmagovalci sezone
- Moški (skupno):
 Gregor Schlierenzauer
- Smučarski poleti:
 Gregor Schlierenzauer
- Novoletna turneja:
 Gregor Schlierenzauer
- Ženske (skupno):
 Sara Takanaši
- Pokal narodov (moški):
 Norveška
- Pokal narodov (ženske):
 ZDA

## Moški

### Koledar tekem
| Datum      | Prizorišče             | Skakalnica                       | Zmagovalec                                                                        | Drugi                                                                                    | Tretji                                                                            |
| ---------- | ---------------------- | -------------------------------- | --------------------------------------------------------------------------------- | ---------------------------------------------------------------------------------------- | --------------------------------------------------------------------------------- |
| 24.11.2012 | Lillehammer            | Skakalnica Lysgårds HS100        | Severin Freund                                                                    | Thomas Morgenstern                                                                       | Anders Bardal                                                                     |
| 25.11.2012 | Lillehammer            | Skakalnica Lysgårds HS138        | Gregor Schlierenzauer                                                             | Anders Fannemel                                                                          | Thomas Morgenstern                                                                |
| 30.11.2012 | Kuusamo                | Skakalnica Rukatunturi HS142     | Nemčija · Andreas Wellinger · Michael Neumayer · Richard Freitag · Severin Freund | Avstrija · Wolfgang Loitzl · Manuel Fettner · Gregor Schlierenzauer · Thomas Morgenstern | Slovenija · Robert Kranjec · Jurij Tepeš · Jaka Hvala · Peter Prevc               |
| 01.12.2012 | Kuusamo                | Skakalnica Rukatunturi HS142     | Severin Freund                                                                    | Dimitrij Vasiljev                                                                        | Simon Ammann                                                                      |
| 08.12.2012 | Soči                   | RusSki Gorki HS106               | Gregor Schlierenzauer                                                             | Severin Freund                                                                           | Andreas Kofler                                                                    |
| 09.12.2012 | Soči                   | RusSki Gorki HS106               | Andreas Kofler                                                                    | Richard Freitag                                                                          | Andreas Wellinger                                                                 |
| 15.12.2012 | Engelberg              | Gross-Titlis-Schanze HS137       | Andreas Kofler                                                                    | Kamil Stoch                                                                              | Gregor Schlierenzauer                                                             |
| 16.12.2012 | Engelberg              | Gross-Titlis-Schanze HS137       | Gregor Schlierenzauer                                                             | Andreas Kofler Andreas Wellinger                                                         |                                                                                   |
| 30.12.2012 | Oberstdorf             | Schattenbergschanze HS137        | Anders Jacobsen                                                                   | Gregor Schlierenzauer                                                                    | Severin Freund                                                                    |
| 01.01.2013 | Garmisch-Partenkirchen | Große Olympiaschanze HS140       | Anders Jacobsen                                                                   | Gregor Schlierenzauer                                                                    | Anders Bardal                                                                     |
| 04.01.2013 | Innsbruck              | Bergiselschanze HS130            | Gregor Schlierenzauer                                                             | Kamil Stoch                                                                              | Anders Bardal                                                                     |
| 06.01.2013 | Bischofshofen          | Paul-Ausserleitner-Schanze HS140 | Gregor Schlierenzauer                                                             | Anders Jacobsen                                                                          | Stefan Kraft                                                                      |
| 09.01.2013 | Wisła                  | Malinka HS134                    | Anders Bardal                                                                     | Richard Freitag                                                                          | Rune Velta                                                                        |
| 11.01.2013 | Zakopane               | Wielka Krokiew HS134             | Slovenija · Jurij Tepeš · Robert Kranjec · Jaka Hvala · Peter Prevc               | Poljska · Piotr Żyła · Maciej Kot · Krzysztof Miętus · Kamil Stoch                       | Avstrija · Wolfgang Loitzl · Andreas Kofler · Thomas Morgenstern · Stefan Kraft   |
| 12.01.2013 | Zakopane               | Wielka Krokiew HS134             | Anders Jacobsen                                                                   | Anders Bardal                                                                            | Kamil Stoch                                                                       |
| 19.01.2013 | Saporo                 | Skakalnica Okurajama HS134       | Jan Matura                                                                        | Tom Hilde                                                                                | Robert Kranjec                                                                    |
| 20.01.2013 | Saporo                 | Skakalnica Okurajama HS134       | Jan Matura                                                                        | Robert Kranjec                                                                           | Andreas Wank                                                                      |
| 26.01.2013 | Vikersund              | Vikersundbakken HS225            | Gregor Schlierenzauer                                                             | Simon Ammann                                                                             | Robert Kranjec                                                                    |
| 27.01.2013 | Vikersund              | Vikersundbakken HS225            | Robert Kranjec                                                                    | Michael Neumayer                                                                         | Gregor Schlierenzauer                                                             |
| 02.02.2013 | Harrachov              | Letalnica Čertak HS205           | Odpovedano zaradi močnega vetra                                                   | Odpovedano zaradi močnega vetra                                                          | Odpovedano zaradi močnega vetra                                                   |
| 03.02.2013 | Harrachov              | Letalnica Čertak HS205           | Gregor Schlierenzauer                                                             | Robert Kranjec                                                                           | Jan Matura                                                                        |
| 03.02.2013 | Harrachov              | Letalnica Čertak HS205           | Gregor Schlierenzauer                                                             | Jan Matura                                                                               | Jurij Tepeš                                                                       |
| 09.02.2013 | Willingen              | Mühlenkopfschanze HS145          | Slovenija · Jurij Tepeš · Jaka Hvala · Peter Prevc · Robert Kranjec               | Norveška · Rune Velta · Tom Hilde · Anders Bardal · Anders Jacobsen                      | Nemčija · Michael Neumayer · Richard Freitag · Andreas Wellinger · Severin Freund |
| 10.02.2013 | Willingen              | Mühlenkopfschanze HS145          | Odpovedano zaradi močnega vetra                                                   | Odpovedano zaradi močnega vetra                                                          | Odpovedano zaradi močnega vetra                                                   |
| 13.02.2013 | Klingenthal            | Vogtland Arena HS140             | Jaka Hvala                                                                        | Taku Takeuči                                                                             | Gregor Schlierenzauer                                                             |
| 16.02.2013 | Oberstdorf             | Letalnica Heini Klopfer HS213    | Richard Freitag                                                                   | Andreas Stjernen                                                                         | Gregor Schlierenzauer                                                             |
| 17.02.2013 | Oberstdorf             | Letalnica Heini Klopfer HS213    | Norveška · Anders Jacobsen · Tom Hilde · Anders Bardal · Andreas Stjernen         | Avstrija · Stefan Kraft · Wolfgang Loitzl · Martin Koch · Gregor Schlierenzauer          | Slovenija · Jurij Tepeš · Robert Kranjec · Jaka Hvala · Peter Prevc               |
| 09.03.2013 | Lahti                  | Skakalnica Salpausselkä HS130    | Nemčija · Andreas Wank · Michael Neumayer · Severin Freund · Richard Freitag      | Norveška · Rune Velta · Andreas Stjernen · Anders Jacobsen · Anders Bardal               | Poljska · Maciej Kot · Piotr Żyła · Krzysztof Miętus · Kamil Stoch                |
| 10.03.2013 | Lahti                  | Skakalnica Salpausselkä HS130    | Richard Freitag                                                                   | Anders Bardal                                                                            | Severin Freund Anders Jacobsen                                                    |
| 12.03.2013 | Kuopio                 | Skakalnica Puijo HS127           | Kamil Stoch                                                                       | Daiki Ito                                                                                | Severin Freund                                                                    |
| 15.03.2013 | Trondheim              | Granåsen HS140                   | Kamil Stoch                                                                       | Richard Freitag                                                                          | Daiki Ito                                                                         |
| 17.03.2013 | Oslo                   | Holmenkollbakken HS134           | Piotr Żyła Gregor Schlierenzauer                                                  |                                                                                          | Robert Kranjec                                                                    |
| 22.03.2013 | Planica                | Letalnica bratov Gorišek HS215   | Gregor Schlierenzauer                                                             | Peter Prevc                                                                              | Piotr Zyla                                                                        |
| 23.03.2013 | Planica                | Letalnica bratov Gorišek HS215   | Slovenija · Jurij Tepeš · Peter Prevc · Andraž Pograjc · Robert Kranjec           | Norveška · Rune Velta · Kim Rene Elverum Sorsell · Anders Bardal · Andreas Stjernen      | Avstrija · Wolfgang Loitzl · Stefan Kraft · Martin Koch · Gregor Schlierenzauer   |
| 24.03.2013 | Planica                | Letalnica bratov Gorišek HS215   | Jurij Tepeš                                                                       | Rune Velta                                                                               | Peter Prevc                                                                       |

### Skupne uvrstitve

#### Posamično
| Poz | Skakalec              | Točke |
| --- | --------------------- | ----- |
| 01. | Gregor Schlierenzauer | 1620  |
| 02. | Anders Bardal         | 0999  |
| 03. | Kamil Stoch           | 0953  |
| 04. | Severin Freund        | 0923  |
| 05. | Anders Jacobsen       | 0878  |
| 06. | Robert Kranjec        | 0802  |
| 07. | Peter Prevc           | 0744  |
| 08. | Richard Freitag       | 0736  |
| 09. | Michael Neumayer      | 0678  |
| 10. | Jan Matura            | 0631  |
| 11. | Tom Hilde             | 0618  |
| 12. | Wolfgang Loitzl       | 0592  |
| 13. | Jurij Tepeš           | 0571  |
| 14. | Simon Ammann          | 0553  |
| 15. | Piotr Żyła            | 0485  |
| 16. | Jaka Hvala            | 0480  |
| 17. | Andreas Kofler        | 0473  |
| 18. | Maciej Kot            | 0460  |
| 19. | Andreas Stjernen      | 0418  |
| 20. | Andreas Wellinger     | 0393  |
| 21. | Taku Takeuči          | 0381  |
| 22. | Dimitrij Vasiljev     | 0372  |
| 23. | Rune Velta            | 0337  |
| 24. | Noriaki Kasai         | 0328  |
| 25. | Thomas Morgenstern    | 0312  |
| 26. | Anders Fannemel       | 0298  |
|     | Daiki Ito             | 0298  |

| Poz | Skakalec                 | Točke |
| --- | ------------------------ | ----- |
| 28. | Andreas Wank             | 0287  |
| 29. | Martin Koch              | 0219  |
| 30. | Manuel Fettner           | 0211  |
| 31. | Stefan Kraft             | 0202  |
| 32. | Denis Kornilov           | 0190  |
| 33. | Wladimir Sografski       | 0183  |
| 34. | Michael Hayböck          | 0163  |
| 35. | Lukáš Hlava              | 0159  |
| 36. | Dawid Kubacki            | 0142  |
| 37. | Sebastian Colloredo      | 0111  |
| 38. | Krzysztof Miętus         | 0103  |
| 39. | Martin Schmitt           | 0098  |
| 40. | Reruhi Šimicu            | 0094  |
| 41. | Karl Geiger              | 0086  |
| 42. | Vincent Descombes Sevoie | 0085  |
| 43. | Maximilian Mechler       | 0066  |
| 44. | Gregor Deschwanden       | 0058  |
| 45. | Antonín Hájek            | 0056  |
| 46. | Lauri Asikainen          | 0050  |
| 47. | Čestmír Kožíšek          | 0046  |
| 48. | Matjaž Pungertar         | 0045  |
| 49. | Roman Koudelka           | 0040  |
|     | Kaarel Nurmsalu          | 0040  |
| 51. | Danny Queck              | 0037  |
| 52. | Ilja Rosljakov           | 0031  |
| 53. | Juta Vatase              | 0030  |
| 54. | Stefan Hula              | 0028  |

| Poz | Skakalec                 | Točke |
| --- | ------------------------ | ----- |
| 55. | MacKenzie Boyd-Clowes    | 0027  |
| 56. | Kim René Elverum Sorsell | 0025  |
| 57. | Andraž Pograjc           | 0022  |
| 58. | Olli Muotka              | 0021  |
|     | Peter Frenette           | 0021  |
| 60. | Džunširo Kobajaši        | 0017  |
| 61. | Aleksej Romašov          | 0014  |
| 62. | Jakub Janda              | 0013  |
| 63. | Marinus Kraus            | 0012  |
|     | Andrea Morassi           | 0012  |
| 65. | Jan Ziobro               | 0011  |
| 66. | Vegard Swensen           | 0009  |
|     | Janne Happonen           | 0009  |
| 68. | Felix Schoft             | 0008  |
|     | Fredrik Bjerkeengen      | 0008  |
|     | Aleksander Zniszczoł     | 0008  |
|     | Kento Sakujama           | 0008  |
|     | Ole Marius Ingvaldsen    | 0008  |
| 73. | Ville Larinto            | 0007  |
|     | Lukas Müller             | 0007  |
| 75. | Klemens Murańka          | 0006  |
| 76. | Davide Bresadola         | 0005  |
| 77. | Atle Pedersen Rønsen     | 0004  |
| 78. | Simen Grimsrud           | 0003  |
| 79. | Anton Kaliničenko        | 0002  |
|     | Hiroaki Vatanabe         | 0002  |
| 80. | Krzysztof Biegun         | 0001  |

#### Svetovni pokal v poletih
| Poz | Skakalec              | Točke |
| --- | --------------------- | ----- |
| 01. | Gregor Schlierenzauer | 544   |
| 02. | Robert Kranjec        | 407   |
| 03. | Andreas Stjernen      | 313   |
| 04. | Jurij Tepeš           | 303   |
| 05. | Peter Prevc           | 296   |
| 06. | Jan Matura            | 236   |
| 07. | Michael Neumayer      | 218   |
| 08. | Piotr Żyła            | 200   |
| 09. | Kamil Stoch           | 198   |
| 10. | Simon Ammann          | 194   |
| 11. | Wolfgang Loitzl       | 159   |
| 12. | Severin Freund        | 142   |
| 13. | Richard Freitag       | 135   |
| 14. | Rune Velta            | 129   |
| 15. | Martin Koch           | 126   |
| 16. | Maciej Kot            | 108   |
| 17  | Noriaki Kasai         | 100   |
|     | Anders Jacobsen       | 100   |
| 19. | Jaka Hvala            | 082   |
|     | Anders Bardal         | 082   |

#### Pokal narodov
| Poz | Država    | Točke |
| --- | --------- | ----- |
| 01. | Norveška  | 5605  |
| 02. | Avstrija  | 5599  |
| 03. | Nemčija   | 5199  |
| 04. | Slovenija | 4664  |
| 05. | Poljska   | 3447  |
| 06. | Japonska  | 2183  |
| 07. | Češka     | 1770  |
| 08. | Rusija    | 0959  |
| 09. | Švica     | 0636  |
| 10. | Italija   | 0378  |
| 11. | Finska    | 0287  |
| 12. | Bolgarija | 0183  |
| 13. | ZDA       | 0121  |
| 14. | Francija  | 0085  |
| 15. | Estonija  | 0040  |
| 16. | Kanada    | 0027  |

## Ženske

### Koledar tekem
| Datum      | Prizorišče        | Skakalnica                  | Zmagovalka                      | Druga                           | Tretja                                      |
| ---------- | ----------------- | --------------------------- | ------------------------------- | ------------------------------- | ------------------------------------------- |
| 24.11.2012 | Lillehammer       | Skakalnica Lysgårds HS100   | Sara Takanaši                   | Sarah Hendrickson               | Anette Sagen                                |
| 08.12.2012 | Soči              | RusSki Gorki HS106          | Sarah Hendrickson               | Sara Takanaši                   | Anette Sagen                                |
| 09.12.2012 | Soči              | RusSki Gorki HS106          | Daniela Iraschko Coline Mattel  |                                 | Sara Takanaši                               |
| 14.12.2012 | Ramsau            | Mattensprunganlage HS98     | Sara Takanaši                   | Coline Mattel                   | Daniela Iraschko                            |
| 05.01.2013 | Schonach          | Langenwaldschanze HS106     | Sara Takanaši                   | Evelyn Insam                    | Daniela Iraschko Jacqueline Seifriedsberger |
| 06.01.2013 | Schonach          | Langenwaldschanze HS106     | Anette Sagen                    | Daniela Iraschko                | Coline Mattel                               |
| 12.01.2013 | Hinterzarten      | Rothaus-Schanze HS108       | Sarah Hendrickson               | Sara Takanaši                   | Coline Mattel                               |
| 13.01.2013 | Hinterzarten      | Rothaus-Schanze HS108       | Sara Takanaši                   | Sarah Hendrickson               | Jacqueline Seifriedsberger                  |
| 02.02.2013 | Saporo            | Skakalnica Mijanomori HS100 | Coline Mattel                   | Jacqueline Seifriedsberger      | Anette Sagen                                |
| 03.02.2013 | Saporo            | Skakalnica Mijanomori HS100 | Jacqueline Seifriedsberger      | Anette Sagen                    | Sarah Hendrickson                           |
| 09.02.2013 | Jamagata          | Skakalnica Zao HS100        | Odpovedano zaradi močnega vetra | Odpovedano zaradi močnega vetra | Odpovedano zaradi močnega vetra             |
| 10.02.2013 | Jamagata          | Skakalnica Zao HS100        | Sara Takanaši                   | Jacqueline Seifriedsberger      | Carina Vogt                                 |
| 10.02.2013 | Jamagata          | Skakalnica Zao HS100        | Sara Takanaši                   | Jacqueline Seifriedsberger      | Sarah Hendrickson                           |
| 16.02.2013 | Ljubno ob Savinji | Logarska Dalina HS95        | Sara Takanaši                   | Sarah Hendrickson               | Coline Mattel                               |
| 17.02.2013 | Ljubno ob Savinji | Logarska Dalina HS95        | Sara Takanaši                   | Coline Mattel                   | Sarah Hendrickson                           |
| 15.03.2013 | Trondheim         | Granåsen HS105              | Sarah Hendrickson               | Sara Takanaši                   | Jacqueline Seifriedsberger                  |
| 17.03.2013 | Oslo              | Holmenkollbakken HS134      | Sarah Hendrickson               | Sara Takanaši                   | Jacqueline Seifriedsberger                  |

### Skupne uvrstitve

#### Posamično
| Poz | Skakalka                   | Točke |
| --- | -------------------------- | ----- |
| 01. | Sara Takanaši              | 1297  |
| 02. | Sarah Hendrickson          | 1047  |
| 03. | Coline Mattel              | 0823  |
| 04. | Jacqueline Seifriedsberger | 0817  |
| 05. | Anette Sagen               | 0612  |
| 06. | Katja Požun                | 0499  |
| 07. | Carina Vogt                | 0481  |
| 08. | Lindsey Van                | 0432  |
| 09. | Jessica Jerome             | 0422  |
| 10. | Daniela Iraschko           | 0390  |
| 11. | Špela Rogelj               | 0387  |
| 12. | Evelyn Insam               | 0373  |
| 13. | Line Jahr                  | 0348  |
| 14. | Urša Bogataj               | 0338  |
| 15. | Eva Logar                  | 0284  |
| 16. | Maja Vtič                  | 0244  |
| 17. | Anja Tepeš                 | 0228  |
| 18. | Juki Ito                   | 0210  |

| Poz | Skakalka            | Točke |
| --- | ------------------- | ----- |
| 19. | Atsuko Tanaka       | 0208  |
| 20. | Elena Runggaldier   | 0205  |
| 21. | Abby Hughes         | 0160  |
| 22. | Katharina Althaus   | 0141  |
| 23. | Maren Lundby        | 0133  |
| 24. | Léa Lemare          | 0122  |
| 25. | Melanie Faißt       | 0111  |
| 26. | Alexandra Pretorius | 0105  |
| 27. | Alissa Johnson      | 0099  |
| 28. | Wendy Vuik          | 0091  |
| 29. | Julia Clair         | 0088  |
|     | Misaki Šigeno       | 0088  |
| 31. | Jurika Hirajama     | 0079  |
| 32. | Svenja Würth        | 0078  |
| 33. | Ulrike Gräßler      | 0071  |
|     | Bigna Windmüller    | 0071  |
| 35. | Taylor Henrich      | 0061  |
| 36. | Liu Ši              | 0052  |

| Poz | Skakalka             | Točke |
| --- | -------------------- | ----- |
| 37. | Julia Kykkänen       | 0047  |
| 38. | Ramona Straub        | 0040  |
| 39. | Michaela Doleželová  | 0037  |
| 40. | Ajumi Vatase         | 0030  |
| 41. | Irina Avakumova      | 0028  |
| 42. | Anastasija Gladiševa | 0023  |
|     | Roberta D’Agostina   | 0023  |
| 44. | Juliane Seyfarth     | 0022  |
| 45. | Jurina Jamada        | 0021  |
| 46. | Ajuka Takeda         | 0016  |
| 47. | Seiko Koasa          | 0012  |
| 48. | Barbara Klinec       | 0011  |
| 49. | Gyda Enger           | 0010  |
| 50. | Anna Häfele          | 0008  |
| 51. | Sonja Schoitsch      | 0006  |
|     | Manuela Malsiner     | 0006  |
|     | Chiara Hölzl         | 0006  |
| 54. | Aki Macuhapi         | 0001  |
|     | Jošiko Kasai         | 0001  |

#### Pokal narodov
| Poz | Država     | Točke |
| --- | ---------- | ----- |
| 01. | ZDA        | 2260  |
| 02. | Slovenija  | 2041  |
| 03. | Japonska   | 1930  |
| 04. | Norveška   | 1285  |
| 05. | Avstrija   | 1219  |
| 06. | Nemčija    | 1077  |
| 07. | Francija   | 1033  |
| 08. | Italija    | 0757  |
| 09. | Kanada     | 0374  |
| 10. | Češka      | 0112  |
| 11. | Švica      | 0096  |
| 12. | Nizozemska | 0091  |
| 13. | Kitajska   | 0052  |
| 14. | Rusija     | 0051  |
| 15. | Finska     | 0047  |

## Mešano
| Datum      | Prizorišče  | Skakalnica                | Zmagovalec                                                         | Drugi                                                            | Tretji                                                                            |
| ---------- | ----------- | ------------------------- | ------------------------------------------------------------------ | ---------------------------------------------------------------- | --------------------------------------------------------------------------------- |
| 23.11.2012 | Lillehammer | Skakalnica Lysgårds HS100 | Norveška · Maren Lundby · Tom Hilde · Anette Sagen · Anders Bardal | Japonska · Juki Ito · Juta Vatase · Sara Takanaši · Taku Takeuči | Italija · Elena Runggaldier · Andrea Morassi · Evelyn Insam · Sebastian Colloredo |